# Alloblennius pictus
Alloblennius pictus és una espècie de peix de la família dels blènnids i de l'ordre dels perciformes.

## Morfologia
- Els mascles poden assolir 2,6 cm de longitud total.[4][5]

## Reproducció
És ovípar.

## Hàbitat
És un peix marí de clima tropical.

## Distribució geogràfica
Es troba al golf d'Aqaba, el Mar Roig, Djibouti i el Golf de Tadjoura.